# Chiesa di Sant'Andrea degli Amalfitani
La chiesa di Sant'Andrea degli Amalfitani o «Aromatari» è un edificio di culto situato nel centro storico di Palermo. Il luogo di culto sorge nel mandamento Castellammare o Loggia vicino al porto della Cala, nella zona compresa tra l'odierno mercato della Vucciria e la primitiva Piazza Imperiale, ovvero a levante a ridosso della chiesa di San Domenico, di piazza San Domenico e della colonna dell'Immacolata.

## Storia
La piccola chiesa in epoca normanna è dedicata a Sant'Andrea Apostolo dai navigatori e commercianti operanti a Palermo e provenienti da Amalfi.
- 1264, Prime notizie documentali del primitivo luogo di culto.[3]
- 1346, Fondazione della Confraternita degli Amalfitani.[4]
- 1579, Aggregazione della Confraternita degli Aromatari.[4] Il giorno 11 gennaio del 1579 si aggrega alla Confraternita degli Amalfitani, connubio non sempre facile. Dopo pochi anni quest'ultimi lasciano la chiesa, l'edificio si trova in condizioni precarie, bisognevole di costose riparazioni che i confrati non sono in grado di affrontare le elevate spese, decidono di cederlo al Collegio degli Aromatari.
- 1607 5 ottobre, La chiesa è donata agli Aromatari con tutte le rendite e concessioni. Alcuni locali adiacenti sono acquistati e inglobati nella struttura per creare una canonica per il cappellano, un piccolo ospedale e una «spezieria» per i meno abbienti del mandamento.
- ?, Il Collegio degli Aromatari delibera la ricostruzione della chiesa.[4]
- ? Tempio di stile seicentesco, a croce greca con transetto e abside quadrata, diviso in tre navate da due serie di quattro colonne di stile dorico[5] in pietra grigia di Billiemi, cupola finta e statua di Sant'Andrea sulla facciata.

La corporazione dei commercianti aromatari, di spezie e farmaci vi apportano miglioramenti interni ed esterni adeguandosi ai canoni estetici dell'epoca. In seguito vari eventi ne determinano la sottrazione al culto e la destinazione a improprie utilizzazioni commerciali.
Ultimati i lavori finanziati dall'Unione Europea e dallo Stato, tramite la Protezione Civile a cura della competente Soprintendenza, l'ex tempio è divenuto un luogo di aggregazione atto a ospitate mostre, concerti ed altre iniziative culturali.
Nel tempio palermitano è documentato un reliquiario in argento contenente un frammento sacro di Sant'Andrea. Attesta l'iscrizione marmorea esistente al suo interno che cita: ”Hic manet reliquia Santi Andrea Apostoli”, reliquia consegnata alle autorità ecclesiastiche al momento in cui la congregazione dei farmacisti ha abbandonato la chiesa per le pessime condizioni statiche, oggi questo reliquiario è conservato presso il tesoro della Cattedrale di Palermo.

## Interno

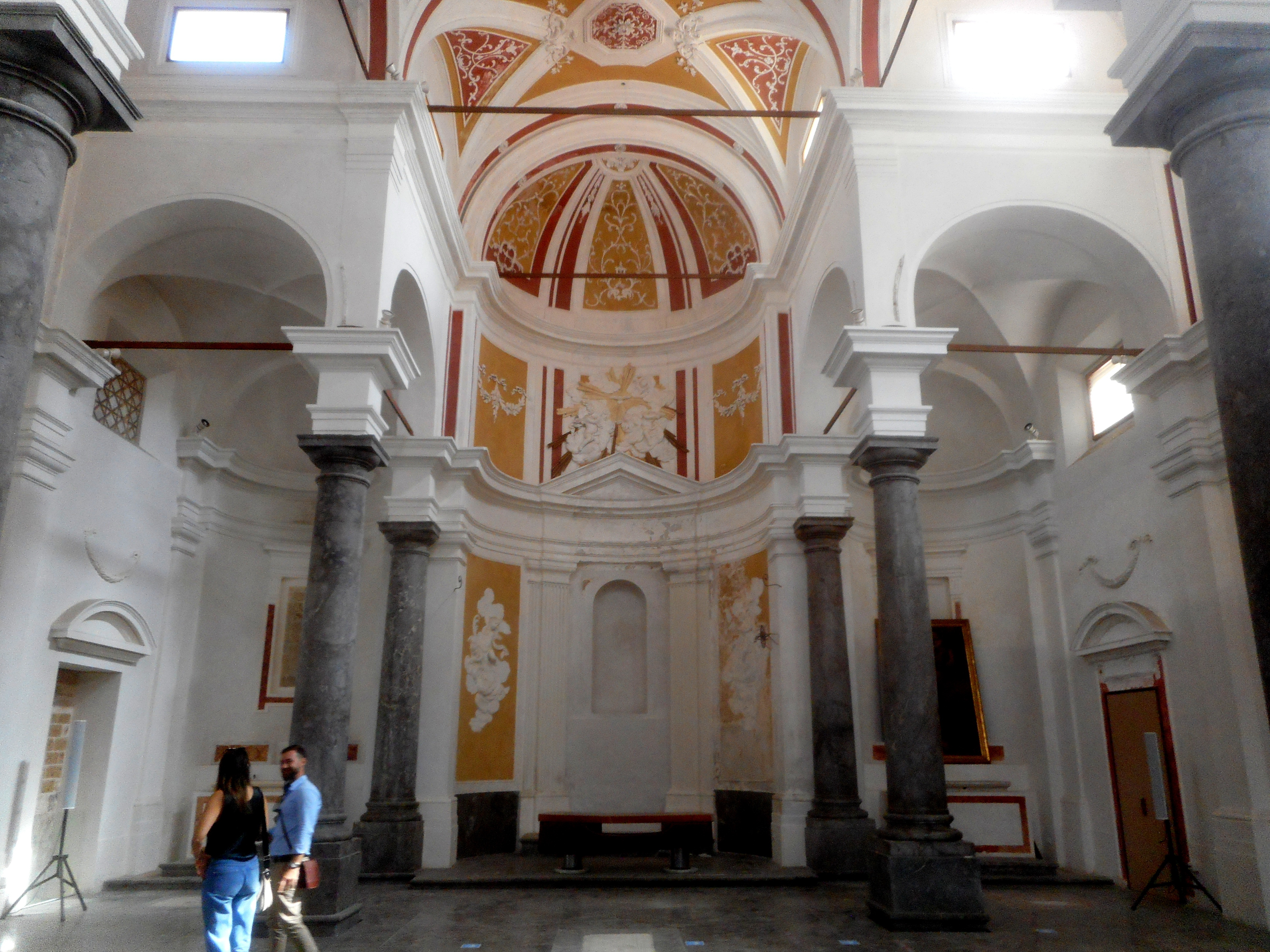
Interno

La nuova costruzione si presenta con la facciata tardo rinascimentale divisa da due ordini con marcapiano aggettante delimitato da pilastri laterali in pietra che si completano con due sfere ornamentali. Il primo ordine è caratterizzato dalla presenza di tre ingressi, il centrale è delimitato da due colonne in pietra da taglio, ingentilite da un timpano semicircolare che fino agli anni ottanta ospitava il simulacro del Santo titolare, tre finestre tamponate sempre in pietra arenaria sovrastano gli accessi.
Nel secondo ordine, un alto frontone con timpano triangolare contiene un oculo centrale allacciato con volute e lesene. L'interno a croce greca, ha la volta sorretta da otto colonne che dividono l'aula e portano degli archi a pieno centro, le quattro del quadrilatero centrale sostengono una falsa cupola dipinta su tavole lignee nel XVIII secolo dall'aromataio Giuseppe Quatrosi è rappresentano un finto prospettico a trompe-l'œil.
L'altare maggiore è sovrastato da un timpano che reca un delicato gruppo scultoreo con puttini in stucco, conteneva un interessante quadro di ottima fattura raffigurante la Gloria di Sant'Andrea opera attribuita a Gaspare Vazzano detto lo «Zoppo di Gangi» del 1597, 
Lasciti e testamenti andavano a beneficio della congrega che manteneva sia il sito adibito al culto che i confratelli, e il caso del Testamento dell'aromataro Stefano D'Angelo che stabilì che il Collegio doveva mantenere dieci figlie di confratelli nel conservatorio dell'ospedaletto, ubicato nei locali della chiesa e, quando esse andavano a marito, dava loro in dote 25 onze.
I confrati al momento del trapasso potevano usufruire della sepoltura all'interno della cripta ubicata al di sotto al pavimento, la lastra marmorea che chiudeva l'accesso recava la data del 30 settembre 1637 e incisa un'iscrizione che avvertiva: nessun farmaco ferma la morte.